# Johannes Vermeerstraat
De Johannes Vermeerstraat in Amsterdam-Zuid is in 1903 vernoemd naar de 17e-eeuwse schilder Johannes Vermeer (1632-1675).
De straat loopt van de Hobbemastraat naar de Ruysdaelstraat. Het eerste deel grenst met de oneven kant aan het Museumplein. Halverwege ligt het Johannes Vermeerplein dat in 1909 naar de schilder werd vernoemd.
Van 1913 tot en met 2018 reed tramlijn 16 door het laatste deel van de straat. Van 2003 tot 2016 reed hier ook lijn 24.

## Trivia
- Op nummer 2 was het Dreesmann-museum gevestigd. Tegenwoordig zetelt hier het Nederlands Tijdschrift voor Geneeskunde
- In de jaren zeventig en tachtig van de 20e eeuw had Radio Stad hier haar studio's op nummer 29.
- Op nummer 31 zit in het voormalige zusterhuis van de kliniek nog het restant van een klein privaat ziekenhuis, de Boerhaave kliniek. Het hoofdgebouw van de kliniek, aan de andere kant van de straat en met de ingang aan de Teniersstraat is indertijd opgekocht door Endemol en huisvest tegenwoordig jaarlijks van naam veranderende bedrijven.
- Het befaamde café Loetje, van de "Biefstuk van Loetje" is in deze straat gevestigd op nummer 52.